# Basehor
Basehor una ciudad ubicada en el condado de Leavenworth en el estado estadounidense de Kansas. En el año 2010 tenía una población de 4613 habitantes y una densidad poblacional de 569,51 personas por km².

## Geografía
Basehor se encuentra ubicada en las coordenadas 39°8′18″N 94°56′19″O / 39.13833, -94.93861 (39.138469, -94.938735).

## Demografía
Según la Oficina del Censo en 2000 los ingresos medios por hogar en la localidad eran de $52,831 y los ingresos medios por familia eran $60,000. Los hombres tenían unos ingresos medios de $40,540 frente a los $27,708 para las mujeres. La renta per cápita para la localidad era de $20,731. Alrededor del 4.1% de la población estaban por debajo del umbral de pobreza.